# Famille d'Udekem

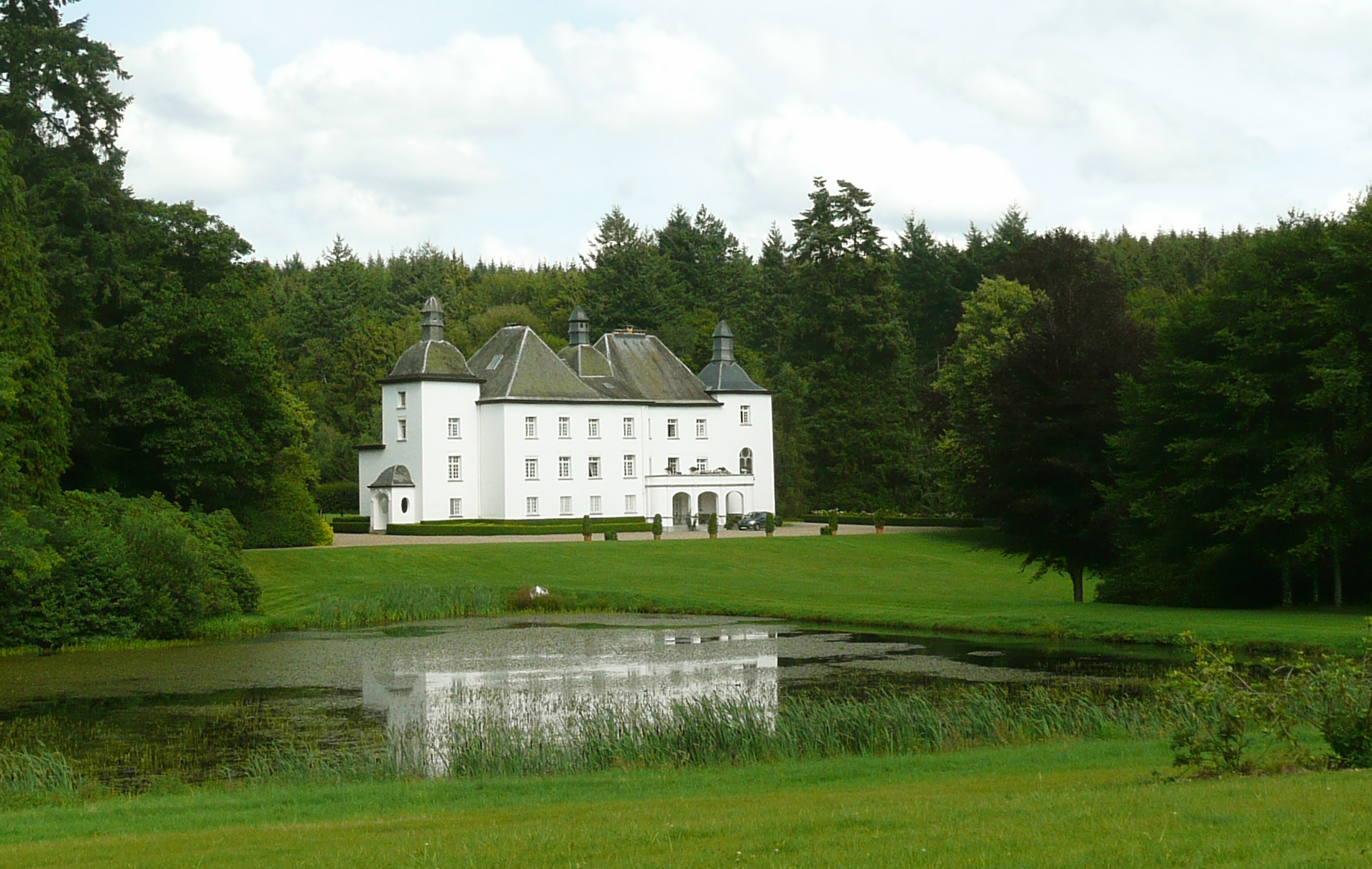
Château de Losange

La famille d'Udekem est une famille de la noblesse belge. Elle porte le nom de l'ancien hameau d'Udekem.

## Personnalités
À cette famille appartiennent :
- Renier d'Udekem, fondateur d'ordres religieux ;
- Ferdinand d'Udekem (1729-1770), bourgmestre de Louvain de 1766 à 1777[3] ;
- Robert Joseph Charles Ghislain d'Udekem, député de l'État noble de Brabant ;
- baron Ferdinand d'Udekem (1798-1853), bourgmestre de Louvain de 1842 à 1852, membre du Sénat belge de 1848 à 1853 ;
- Jules d'Udekem (1824-1864), zoologiste, membre de l'Académie royale de Belgique ;
- baron Jacques-Albert d'Udekem d'Acoz (nl) (1828-1900) ;
- comte Henri d'Udekem d'Acoz (nl) (1933-2021), bourgmestre ; président du conseil provincial ;
- comte Patrick d'Udekem d'Acoz (1936-2008), bourgmestre, conseiller provincial ;
- Mathilde d'Udekem d'Acoz (1973- ), reine des Belges, épouse du roi Philippe de Belgique.

## Branches

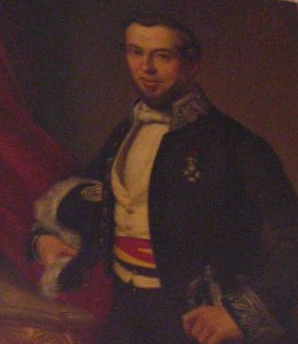
Ferdinand d'Udekem (1729-1770)

La famille est composée de trois branches : les d'Acoz, les Gentinnes et les de Guertechin.

### Branche d'Udekem d'Acoz
Cette branche est la plus connue de la famille. Mathilde d'Udekem d'Acoz est l'épouse du roi Philippe de Belgique. La branche comprend une descendance d'au moins 63 personnes dont les ancêtres communs sont Gérard François Xavier d'Udekem d'Acoz et son épouse Justine Ferdinandine Gérardine Ghislaine de Posson.

### Branche d'Udekem Gentinnes
Cette branche est petite et se restreint à moins d'une dizaine de descendants dont l'ancêtre commun est Charles-Ghislain d'Udekem Gentinnes (anciennement d'Acoz qui a relevé le nom Gentinnes) et son épouse, la Comtesse Marie du Parc Locmaria. Les derniers représentants de cette famille étant féminins, il est peu probable que la branche subsiste dans le temps.

### Branche d'Udekem de Guertechin
Cette branche est petite et se restreint à une douzaine de descendants dont l'ancêtre commun est Ferdinand d'Udekem de Guertechin et son épouse Adélaïde van der Stegen de Schrieck.